# USS Choctaw (1856)
USS Choctaw (1856) - це великий (1020-тонний) пароплав, побудований як торгове судно, але придбаний ВМС Союзу протягом другого року Громадянської війни в США.
«Чоктав» зі своїм екіпажем із 106 осіб був обладнаний ВМС як таран з важкими нарізними гарматами і використовувався як канонерський човен і таран на річках у боротьбі проти Конфедеративних Штатів Америки.

## Будівництво
Пароплав з гребним колесом «Чоктав» був першим кораблем ВМС США, названим на честь індіанського племені Чокто, раніше проживало на території Алабами та Міссісіпі, а нині мешкає в Оклахомі.
Судно побудували для цивільної служби. Його кіль був закладений у Нью -Олбані, штат Індіана, у 1853 році. Воно було спущене на воду в 1856 році. Пароплав куплений армією США 27 вересня 1862 року і перетворено на паровий броньований таран, а потім переведений - включений до складу ВМС Сполучених Штатів в Сент-Луїсі, штат Міссурі, 23 березня 1863 року на чолі зі лейтенантом Френсісом. М. Ремсі.

## Операції під час Громадянської війни
З 23 квітня 1863 р. І до кінця війни «Чоктав» діяв на річці Міссісіпі та її притоках. У період з 29 квітня по 1 травня 1863 р. Корабель прибув річки Язу для демонстративної атаки на  Хейнс Блеф, штат Міссісіпі, з метою запобігання конфедератам посилення міста Гранд Гулф поблизу Віксбурга, куди спрямовувався основний удар військової флотилії північан. Під час цього бою броненосець отримав 53 влучання.
Залишившись на Язу, корабель брав участь у спільних атаках з Армією Союзу, які призвели до руйнування укріплень Конфедерації поблизу Хейнс Блеф, а також спалення верфі у місті Язу та кораблів, що там знаходилися,  у період між 18 і 23 травня. 
6 та 7 червня броненосець допоміг відбити атаку Конфедерації на Міллікен-Бенд, штат Луїзіана, після чого врятувала велику кількість конфедератів з річки, захопивши їх як військовополонених.
У період з 7 березня по 15 травня 1864 року корабель брав участь в операціях, що призвели до взяття форту ДеРуссі.

## Післявоєнне виведення з експлуатації
«Чоктав» прибув до Алжиру, штат Луїзіана, 20 липня 1865 року, а 22 липня 1865 року був виведений з експлуатації. Він був проданий в Новому Орлеані, штат Луїзіана, 28 березня 1866 року.